# Pierre Maillard
Pierre Antoine Simon Maillard (Chartres, 1710 – Halifax, 12 agosto 1762) è stato un presbitero, linguista e patriota francese in Acadia e Nuova Francia.
È noto in particolare per i suoi contributi nella creazione di un sistema di scrittura per il popolo mi'kmaq di Île Royale, Cape Breton Island, Canada. Fu inoltre lui a negoziare un trattato di pace tra inglesi e mi'kmaq che portò alla cerimonia della "sepoltura dell'ascia di guerra" da cui il detto ancora oggi in uso. Fu il primo parroco cattolico di Halifax, città dove morì e dove venne sepolto, nel St. Peter's Cemetery.

## Early years
Maillard nacque a Chartres, in Francia, nel 1710. Ricevette la propria formazione ecclesiastica alSéminaire de Saint-Esprit di Parigi. Nel 1734 l'abate de L'Isle-Dieu scelse Maillard tra un gruppo di seminaristi da inviare al Séminaire des Missions Étrangeres, che si trovava a corto di personale. Dopo otto mesi in questa istituzione, Maillard venne prescelto (1735) per essere inviato presso i mi'kmaq di Cape Breton Island (chiamata all'epoca Île Royale).
Maillard giunse alla fortezza di Louisbourg a bordo della nave Rubis il 13 agosto 1735. Lavorò a stretto contatto coi mi'kmaq e per questo venne coinvolto nelle lotte tra questa tribù e gli inglesi che intendevano espandere il loro controllo sull'area a scapito di indiani locali e acadiani francesi.
Per questa sua stretta collaborazione con gli indigeni, Maillard iniziò ben presto ad interessarsi al linguaggio usato dai nativi, dando vita a un sistema di scrittura della lingua mi'kmaq che, precedentemente, era unicamente parlata. Si fece conoscere visitando di frequente i vari insediamenti presenti sull'Île Royale, sull'Île Saint-Jean (oggi chiamata Isola del Principe Edoardo) ed in Acadia (oggi Nuova Scozia). Quando chiese assistenza ai suoi superiori in Francia, gli venne mandato padre Jean-Louis Le Loutre che divenne poi l'anima del patriottismo acadiano locale.
Nel 1740 Maillard venne nominato vicario generale del vescovo di Quebec per l'Île Royale. Nel 1742 questa posizione creò delle frizioni tra i suoi superiori ed i suoi collaboratori al punto che uno di questi, Duquesnel (Le Prévost) e François Bigot ne chiesero il richiamo in patria, ma il vescovo Pontbriand raggiunse un compromesso dividendo de facto i poteri del vicario generale tra Maillard ed il superiore residente a Louisbourg. La situazione si protrasse sino al 1754, quando il vescovo confermò il solo Maillard nelle sue funzioni di vicario generale.

### La guerra di re Giorgio
Assieme a padre Le Loutre, Maillard venne coinvolto nel sostenere i mi'kmaq, i francesi e gli acadiani nella guerra di re Giorgio. Presenziò all'assedio di Annapolis Royal (1745) ed alla caduta di Louisbourg nel giugno di quello stesso anno, incoraggiando i mi'kmaq a compiere delle razzie nei territori degli inglesi.
Negli ultimi mesi del 1745 gli inglesi catturarono Maillard e lo inviarono prigioniero a Boston da dove venne in seguito deportato in Francia. Nel 1746, ad ogni modo, tornò in Acadia al seguito della spedizione del duca d'Anville, che venne coordinata proprio da padre Le Loutre. Prese parte attiva alle campagne militari dell'inverno 1746/1747 dirette da Jean-Baptiste-Nicolas-Roch de Ramezay, ed alla battaglia di Grand Pre.

### La guerra di padre Le Loutre
Durante la guerra di padre Le Loutre, Maillard incoraggiò i mi'kmaq a dichiarare guerra agli inglesi e venne coinvolto nella resistenza alla fondazione di Halifax nell'estate del 1749. In un tentativo di spostare la sua influenza dalle aree interessate dal conflitto, il governatore di Halifax, Edward Cornwallis, tentò di persuadere Maillard a ritirarsi verso il Minas Basin. Sull'altro fronte, Luigi XV di Francia concesse a Maillard una pensione annua di 800 livres nel 1750 e gli inviò un altro assistente (padre Jean Manach). Dalla sua missione sull'Île de la Sainte-Famille, Maillard continuò a incitare i suoi contatti mi'kmaq affinché continuassero la guerra nel 1758.
A partire dal 1754, fece costruire sull'Île de la Sainte-Famille quella che oggi è chiamata "Chapel Island" a sud del Grand Lac de La Brador, fondando quindi una missione.

### Guerra franco-indiana
Durante la guerra franco-indiana, Maillard si spostò a Malagomich (attuale Merigomish, Nuova Scozia) per fuggire alla sempre più assillante presenza inglese nell'area (1758). Il 26 novembre 1759, assieme ad altri missionari francesi, accettò la pace proposta dal maggiore Alexander Schomberg descrivendone i termini come "buoni e ragionevoli". Alla luce di questa firma, l'ufficiale militare francese Jean-François Bourdon de Dombourg preparò un dossier d'accusa contro i missionari e lo diresse al governatore francese dei territori canadesi, il quale a sua volta accusò Maillard e i missionari di tradimento, inviando un ufficiale militare a Restigouche per investigare l'accaduto. Maillard rispose a queste accuse inviando una lettera dettagliata nella quale descriveva la situazione dei mi'kmaq che si protraevano in guerra da ben 23 anni con gli inglesi e ora che la situazione appariva più disperata, secondo padre Maillard era giunto il momento della pace.
Poco dopo questi fatti, Maillard accettò l'invito del governatore della Nuova Scozia, Charles Lawrence a portarsi ad Hailfax per pacificare il popolo mi'kmaq della zona. Divenne ufficiale del governo britannico (con un salario annuo di 150 sterline) ed in cambio chiese ed ottenne il permesso di costituire una missione con un oratorio proprio ad Halifax, celebrando quotidianamente la messa in rito cattolico per acadiani e mi'kmaq. Grazie alle sue capacità, Maillard fu in grado di ottenere che i capi mi'kmaq dell'area siglassero un trattato con gli inglesi ad Halifax.

### Gli ultimi anni

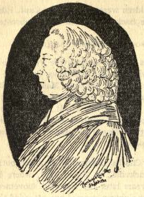
Il reverendo Thomas Wood in un disegno conservato presso la St. Paul's Church (Halifax) (1751-1764)

Nel luglio del 1762, Maillard si ammalò seriamente e morì il 12 agosto assistito (su sua richiesta) dal pastore anglicano Thomas Wood. A Maillard vennero accordati i funerali di stato dal governatore della Nuova Scozia; tra i suoi barellieri figuravano il presidente del Consiglio della Nuova Scozia e lo speaker dell'Assemblea. Il governo inglese riconobbe il suo grande ruolo nei negoziati di pace tra mi'kmaq e inglesi e la sua personalità esemplare. Venne sepolto nel cimitero di Old Burying Ground ad Halifax. Dopo l'apertura del St. Peter's Cemetery nel 1784 (il primo cimitero cattolico di Halifax), la tomba di Maillard venne spostata in questo nuovo sito.

## La scrittura mi'kmaq
Quando giunse a Louisburg, Maillard si dedicò da subito allo studio della lingua locale usata dai mi'kmaq sotto la guida del suo predecessore, padre de Saint-Vincent. Dotato di un particolare talento per le lingue, in pochi mesi riuscì a imparare la lingua dei mi'kmaq e durante l'inverno del 1737/1738 riuscì ad elaborare anche un sistema di geroglifici per trascrivere le parole in uso presso la tribù locale. Utilizzò questi simboli per scrivere delle formule per le principali preghiere e le relative risposte, per l'insegnamento del catechismo e notò che queste vennero apprese altrettanto facilmente dai locali. In quest'opera venne assistito anche da padre Jean-Louis Le Loutre il quale lo descrisse come un "nativo tra i nativi [...] parla il mi'kmaq con tale facilità e limpidezza come se fosse uno di loro".
Secondo studiosi moderni, ad ogni modo, Maillard non inventò dei veri e propri geroglifici ex novo in quanto già nel 1691 padre Chrétien Le Clercq aveva sfruttato un metodo simile per insegnare il catechismo agli abitanti locali nella penisola di Gaspé, probabilmente sfruttando parte delle sue conoscenze di egittologia e adattandole alle esigenze della tribù locale con l'idea di utilizzare dei pittogrammi. Non vi è prova diretta che Maillard conoscesse o fosse stato messo a conoscenza del lavoro di Le Clercq, ma quel che è certo è che il metodo da lui elaborato era ancora utilizzato nel XX secolo dalle tribù indigene locali.